# مسعود میناوی
مسعود میناوی (زادهٔ اول فروردین ۱۳۱۹ در اهواز -درگذشت دوم مرداد ۱۳۸۷ در تهران) داستان‌نویس ایرانی بود.
میناوی قصه‌نویس جنوبی بود که به فضای بومی خوزستان و محیط صنعتی و کارگری آن می‌پرداخت. او غیر از داستان‌هایی که در نشریاتی چون لوح، فردوسی، کیهان، جهان نو، دنیای سخن و جُنگ‌های مختلف ادبی به چاپ رساند، در اواخر عمر خود سه مجموعه داستان «پپر و گل‌های کاغذی»، «لنج عبود» و «اسکله خاکستری» خو را به انتشارات افراز سپرده بود. میناوی پیش از چاپ این آثار در دوم مرداد ۱۳۸۷ بر اثر عارضه قلبی در بیمارستان طالقانی تهران درگذشت.